# Perdrix à long bec
Rhizothera longirostris
Espèce
Statut de conservation UICN

 NT  : Quasi menacé
La Perdrix à long bec ou rouloul à long bec (Rhizothera longirostris) est une espèce d'oiseaux de la famille des Phasianidae.

## Distribution
Extrême sud du Myanmar et de la Thaïlande, péninsule malaise, Sumatra, Bornéo. La répartition est très discontinue aussi bien en Malaisie que dans les grandes îles de la Sonde.

## Sous-espèces
- R. l. longirostris (Temminck, 1815), forme nominale, se rencontre dans la Péninsule malaise, à Sumatra, dans l’ouest et le sud du Kalimatan, le sud-ouest de Sarawak et à Bornéo.
- R. l. dulitensis Ogilvie-Grant, 1895, est caractéristique des monts Murud, Dulit et Batu Song à Sarawak.

## Habitat
Forêts primaires et secondaires bien développées, forêts de bambous du niveau de la mer à moyenne altitude, jusqu’à 1 500 m en Malaisie, 1 000 m à Sumatra et à Bornéo (Madge & McGowan 2002).

## Mœurs
La perdrix à long bec vit apparemment en couples et la présence d’éperons dans les deux sexes suggère une certaine territorialité. Elle se perche dans les arbres la nuit, seule, à 8-10 m de haut. En cas d’alerte, elle ne piète pas, comme d’autres espèces de perdrix, mais préfère s’envoler vers les arbres. On ne connaît pas son alimentation mais la forme et la structure du bec suggèrent une adaptation à la recherche ou à la prise de nourriture particulière (Hennache & Ottaviani 2011).

## Voix
Le chant est une répétition d’un sifflement formé d’une double note, la deuxième plus haute que la première, tyau-wiii, suivi par un sifflement disyllabique plus bas, ou ha . Les deux membres d’un couple se répondent souvent, d’une branche à l’autre, poussant leur chant de préférence tôt le matin ou tard le soir, mais parfois aussi en pleine journée après une pluie. Le cri de contact entre mâle et femelle est un doux sifflement formé d’une seule note clack-clack (Wells 1999).

## Nidification
Il n’y a pratiquement aucune donnée sur la reproduction. Un seul nid de deux œufs a été trouvé à Bornéo en février 1934 (Madge & McGowan 2002).

## Statut, conservation
Cette espèce est considérée comme presque menacée en raison de la destruction de la forêt dans les grandes îles de la Sonde. Cependant ses possibilités d’adaptation aux forêts secondaires et d’altitude la mettent provisoirement à l’abri d’une menace directe. La perdrix à long bec vit dans quelques zones protégées, le parc national de Taman Negara (Malaisie) et celui de Gunung Leuser (Sumatra) par exemple.